# لوتوفاگ‌ها
لوتوفاگ‌ها (به یونانی: Λωτοφάγοι) (به معنی خورندگان نیلوفر آبی) در اسطوره‌های یونان، نام قبیله‌ای است که در ساحل لیبی زندگی می‌کردند.
اودوسئوس با همراهانش به جزیره لوتوفاگ‌ها وارد شد. آن‌ها از میوه نیلوفر آبی خوردند و حافظه خود را از دست دادند.

## نگارخانه

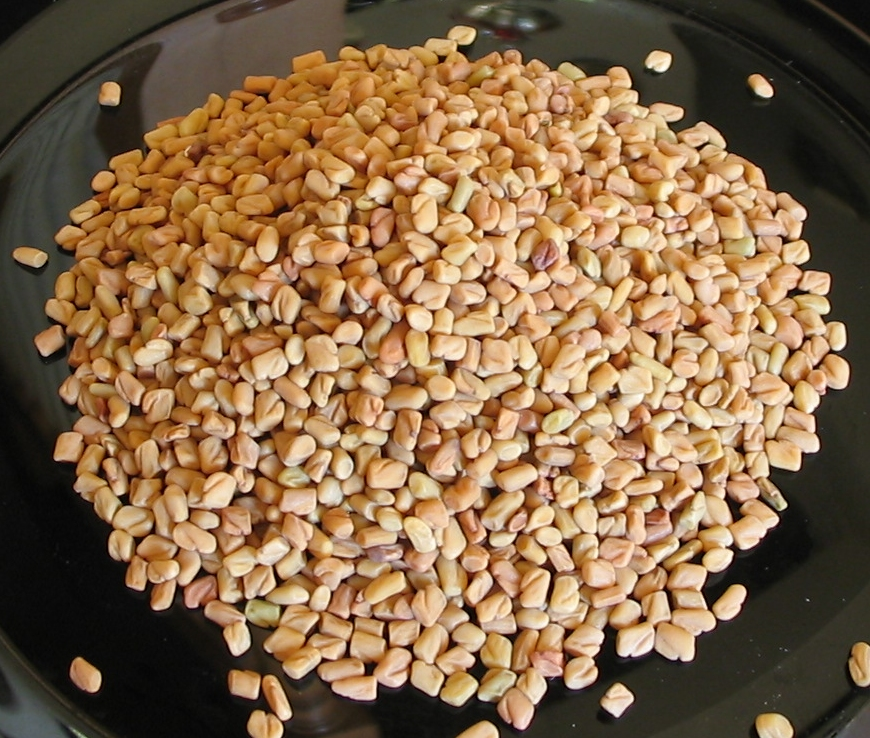
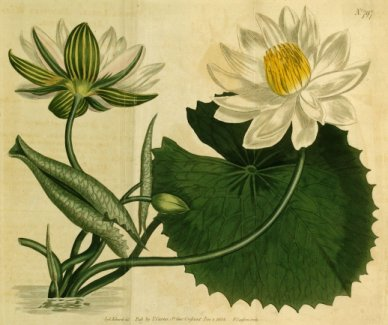
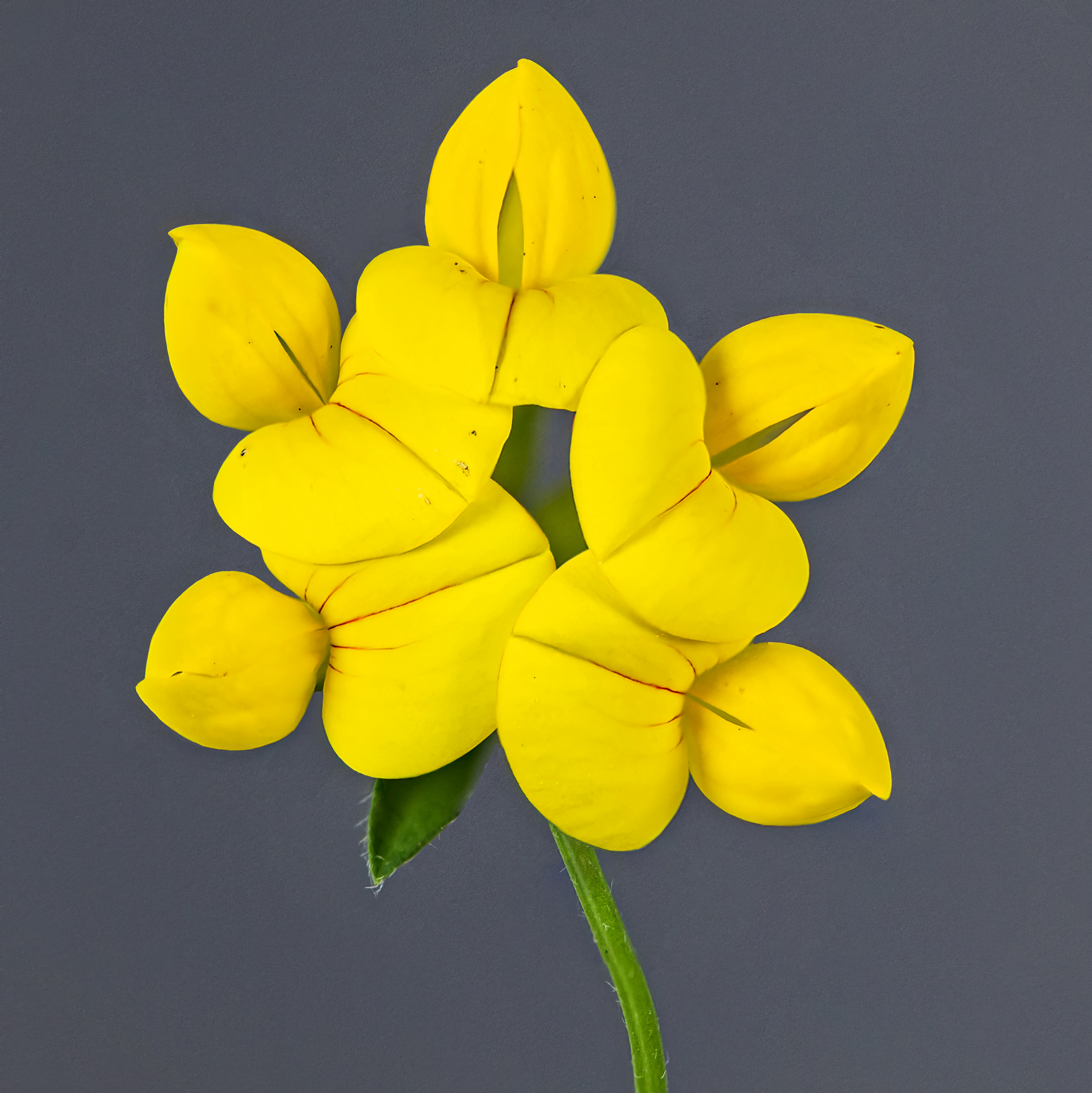
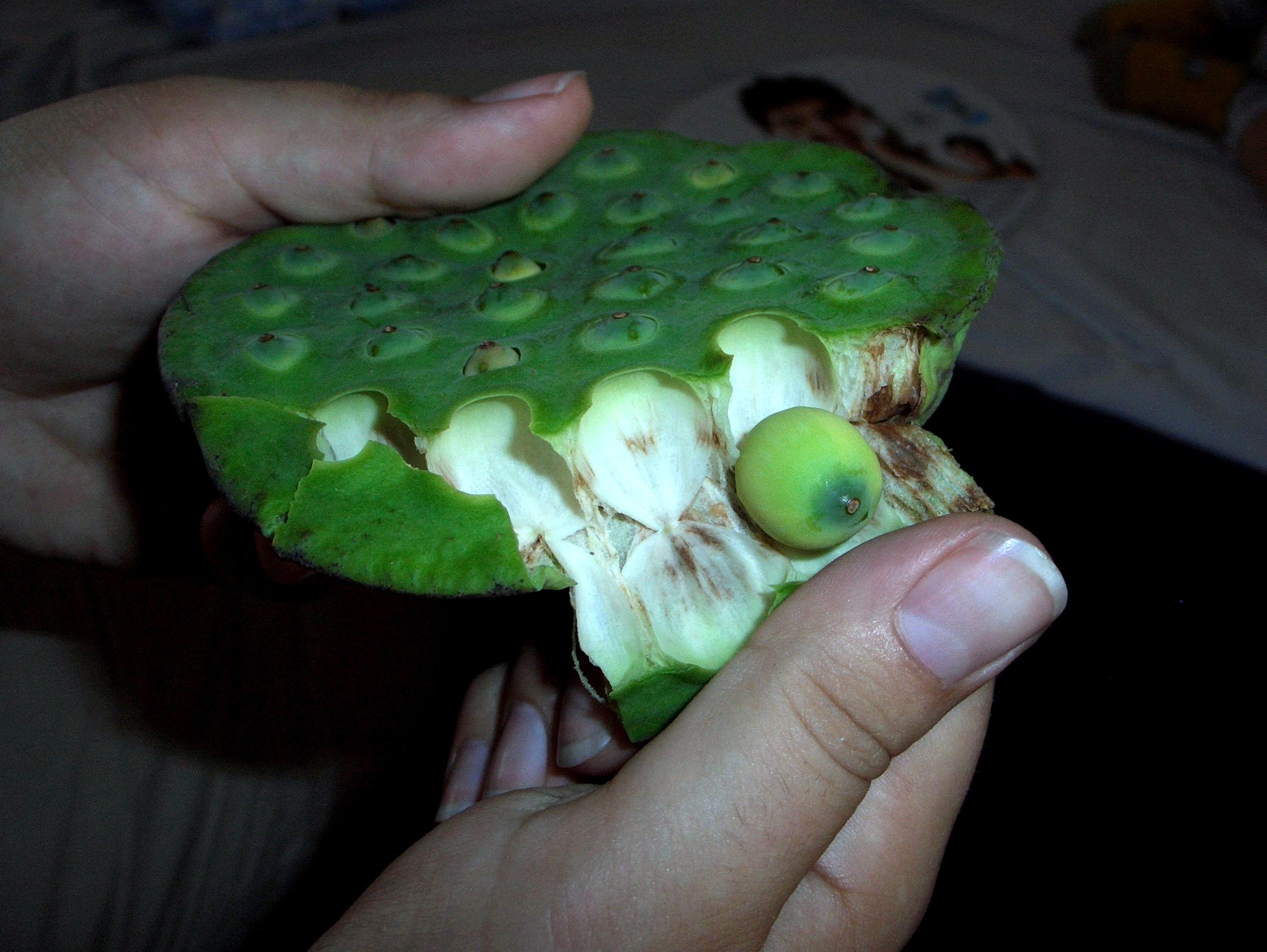
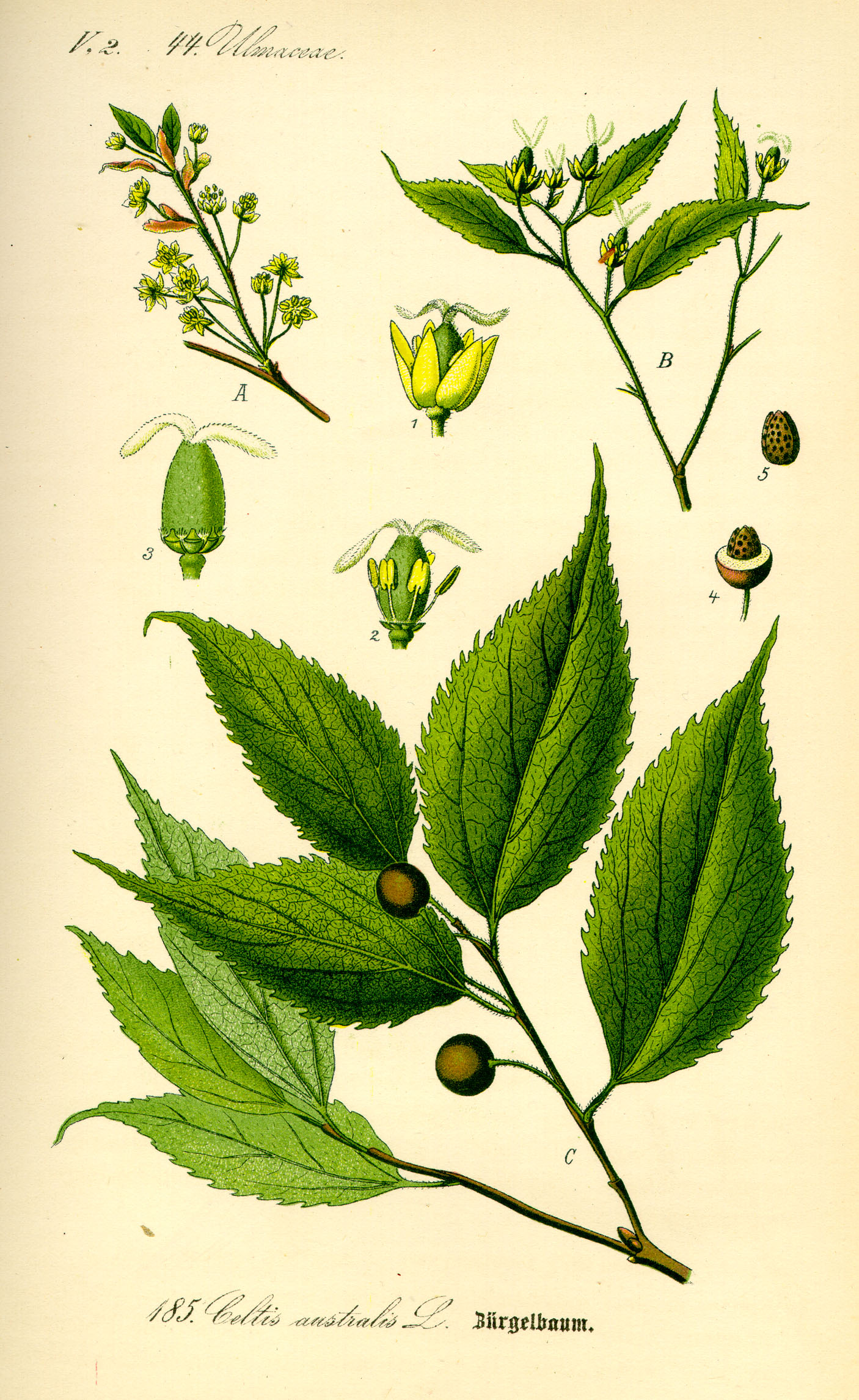
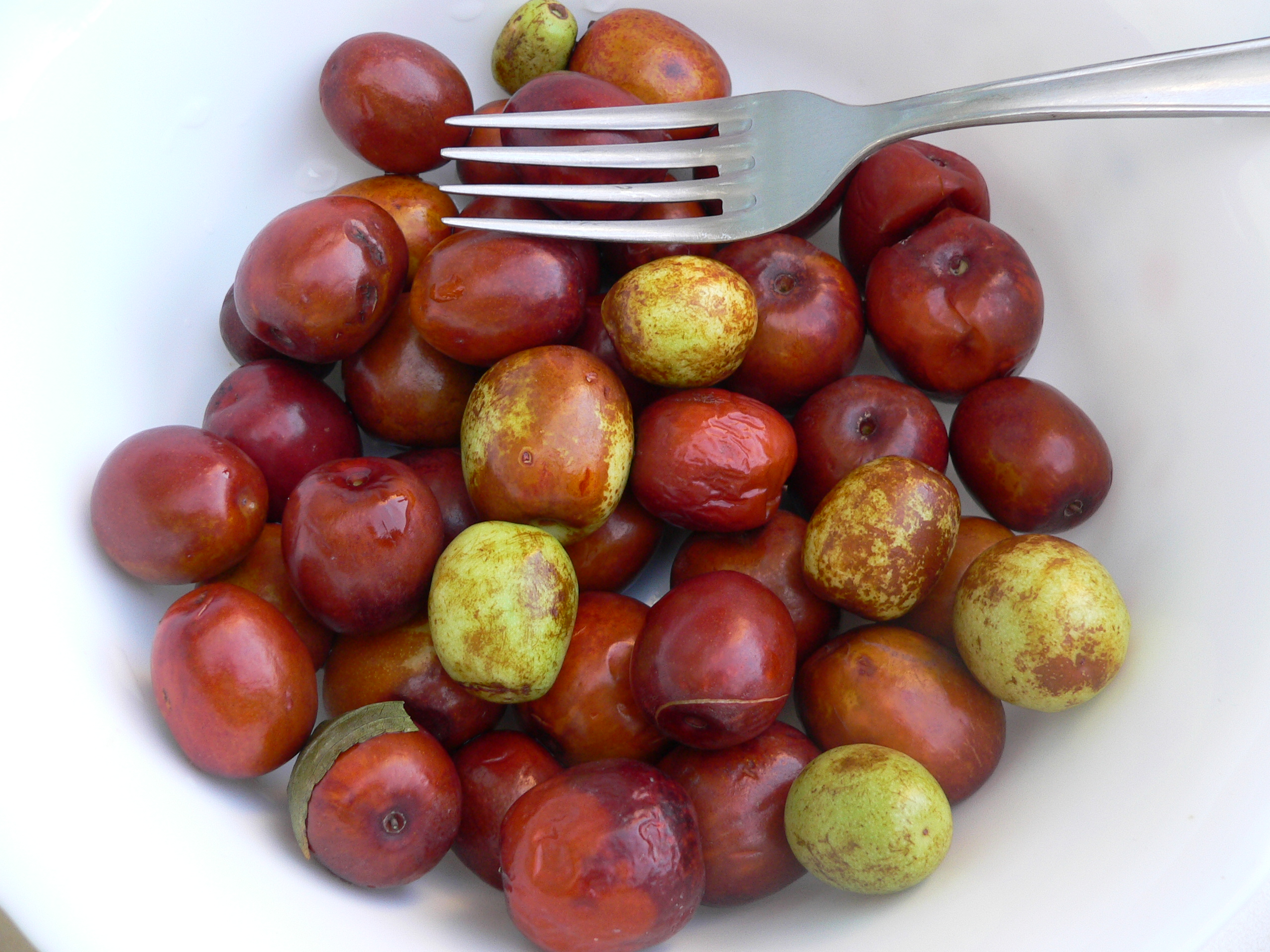
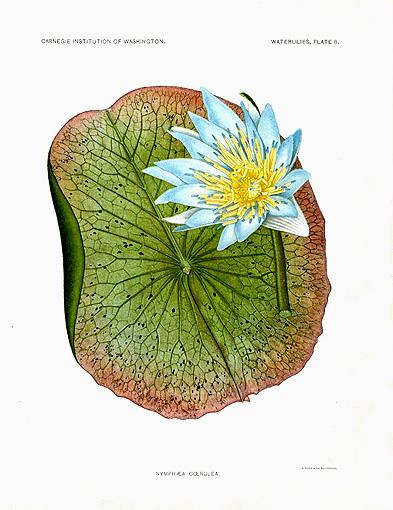